# الوكالة البولندية للتبادل الأكاديمي
الوكالة الوطنية البولندية للتبادل الأكاديمي (نافا) ، البولندية هي وكالة في بولندا أنشئت لتنفيذ المهام المتعلقة بالتبادل الثنائي للأكاديميين للطلاب و العلماء بين بولندا وبلدان أخرى.

## الوضع القانوني
منذ 1 أكتوبر 2017 ، عملت نافا بموجب القانون من 7 يوليو 2017 (جريدة القوانين لعام 2017 ، البند 1530).

## مهام
تزود نافا الطلاب والباحثين ومؤسسات التعليم العالي البولندية والأجنبية بمنح دراسية ومنح في أربعة مجالات مختلفة، مع التركيز الرئيسي على التنقل:
- برامج للطلاب
- برامج للعلماء
- برامج للمؤسسات
- برامج اللغة البولندية

بالإضافة إلى ذلك، تنشر الوكالة معلومات حول النظام البولندي للتعليم العالي والعلوم.
نافا تدير حملة استعد-ادرس-اذهب إلى بولندا  التي تهدف إلى إيصال المعلومات حول بولندا كوجهة دراسة ووجهة بحثية مستقبلية لجميع المرشحين في العالم. تركز الحملة على زيارة المعارض التعليمية حول العالم والعديد من المشاريع الترويجية.https://go-poland.pl/

## روابط خارجية
- موقع NAWA